# Amfepramon
Amfepramon eller dietylpropion, summaformel C13H19NO, systematiskt namn (RS)-2-dietylamino-1-fenylpropan-1-on, är ett centralstimulerande medel av de kemiska klasserna fenetylamin, amfetamin och katinon och används som bantningspreparat. Amfepramon är närmast kemiskt besläktat med antidepressiva och rökavvänjningshjälpmedel bupropion (tidigare kallat amfebutamon), som också har utvecklats som ett viktminskningsläkemedel i en kombinationsprodukt med naltrexon.

## Farmakologi
Amfepramone i sig saknar all affinitet för monoamintransportörerna och fungerar istället som en prodrog till etkatinon. Etkatinon (och därför även amfepramone) är mycket svag dopaminergisk och serotonergisk, och är i jämförelse ungefär 10 respektive 20 gånger starkare på noradrenalin. Som ett resultat kan ekatinon och amfepramon i huvudsak betraktas som ingående i klassen av läkemedel som kallas noradrenalinfrisättande medel (NRA).

## Kemi
Amfepramon kan syntetiseras från propiofenon genom bromination, följt av reaktion med dietylamin.

## Samhälle och kultur

### Namn
Ett annat medicinskt använt namn är dietylpropion (registrerat i Storbritannien (BAN) och Australien (AAN)). Kemiska namn är α-metyl-β-keto-N,N-dietylfenetylamin, N,N-dietyl-β-ketoamfetamin och N,N-dietylkatinon. Varumärken för kommersiell användning är Anorex, Linea, Nobesine, Prefamone, Regenon, Tepanil och Tenuate.

### Juridisk status
Amfepramone klassificeras som ett schema IV-kontrollerat ämne i USA. I Storbritannien är amfepramon ett klass C-läkemedel och som läkemedel är det ett schema 3-kontrollerat läkemedel som kräver säker förvaring.
I Sverige är substansen narkotikaklassad och ingår i förteckning P IV i 1971 års psykotropkonvention, samt i förteckning II.
Sedan juni 2022 rekommenderar Europeiska läkemedelsmyndighetens (EMA) säkerhetskommitté att godkännanden för försäljning av amfepramon dras in.
Författarna till flera studier av amfepramon hävdar att ämnet har en relativt låg potential att orsaka missbruk hos användare.